# 国民融合論
国民融合論（こくみんゆうごうろん）とは、日本共産党が提唱し全国部落解放運動連合会が運動の基調に据えた部落解放理論の一つ。提唱された当初は、「国民的融合論」と銘打たれていた。

## 形成過程
日本共産党やその系列の論者たちは、国民融合論の源流を、全国水平社が1930年代半ばに提起していた「人民的融和」論にあるかのように主張することが多い。一方、部落解放同盟やその系列の論者たちは、以下のような、戦後部落問題の認識をめぐる議論の中で形成されてきたものと主張している。

### 奈良本論文
1961年、雑誌『部落』（部落問題研究所発行）1月号で、日本近世史家の奈良本辰也（当時、部落問題研究所長）は巻頭論文「部落解放の展望」で、現在の政府・支配階級が部落差別を温存しておく理由はなく、それが明白に不合理なものである以上、多少の予算を割き、部落の生活を向上させていくに違いないとの予測を示し、制定されたばかりの解放同盟綱領で謳われていた「アメリカ帝国主義に従属する日本独占資本こそ部落差別の元凶」という立場に真っ向から反する提言として、当時の研究所や部落解放同盟関係者に大きな反響を呼んだ。この「奈良本論文」は、部落解放運動に近い立場から、部落差別が現体制下で解消していく可能性に言及した先駆的論文となった。当時の運動団体の路線には、格別の影響を与えなかったが、研究所の中で、渡部徹や秋定嘉和など、共産党とは一線を画していた研究者には、共鳴する動きもあった。
一方、当時の部落解放同盟内共産党員のリーダー格だった岡映（当時解放同同盟中央執行委員、岡山県連委員長）は1965年、『解放新聞』岡山版などにて「奈良本論文は部落解放運動にすこしも寄与しないだけでなく、きわめて有害な影響をあたえている」として徹底的に批判した。

### 北原泰作の「基調報告」
1967年、当時部落解放同盟中央執行委員だった北原泰作は、第1回部落解放研究集会で、「基調報告」を行い、折から続いている高度経済成長とそれに伴う日本社会の近代化を、部落差別の物質的基盤を掘り崩すものとして積極的に評価、近代的市民社会への参入による部落解放の実現が可能との見通しを示した。
北原の提言は、当時は、共産党を含め、解放同盟内の諸勢力から強い違和感を持たれ、敬遠された。
1969年2月30日に発刊された日本共産党農民漁民部篇『今日の部落問題』では、北原の主張を、「部落解放同盟内の社会民主主義者のもう一つの理論」として紹介、「改良主義的、融和主義的傾向が強い」として厳しく批判した。

### 日本共産党と傘下団体の公式路線
60年代末以降、解放同盟と共産党との対立が深まっていくなかで、共産党理論担当幹部の榊利夫は、運動の諸潮流から孤立していた北原に接近、共産党自身がそれまで主唱してきた「アメリカ帝国主義とそれに従属する日本独占資本こそ部落差別の元兇」とする路線との整合性には一切言及しないまま、「国民的融合論」と名付け、共産党公認の部落解放理論としてアピール、その歴史的根拠を、全国水平社が掲げていた「人民的融和」に求める見解を初めて提示した。
この「国民的融合論」は、1976年、正常化連から改組して結成された全解連の公式路線となった。

## 主張の骨子
部落問題を近世の身分制度の残存と捉え、封建遺制である以上、その克服は資本主義の枠内で可能と見なし、同和対策事業の伸展に伴い、部落差別は解消の方向に向かっているとする立場を取る。
これに対して部落解放同盟は、部落差別は資本主義社会ではなくならないとする立場を長らくとっていた。1997年制定の現行綱領では、階級色を一掃し市民社会の中での人権保障を求める立場を明確化したが、必ずしも部落差別が解消の方向に向かっているとは言い切れないとの把握を示している。